# Габріель Россетті
Габріеле Россетті (італ. Gabriele Rossetti; 28 лютого 1783, Васто, Королівство Обох Сицилій — 24 квітня 1854, Лондон, Велика Британія) — італійський поет і патріот, батько Данте Россетті, Вільяма, Марії та Крістіни Россетті.
Спочатку займався живописом, був консерватором музею у Неаполі. Активно підтримував революцію в Італії, при настанні реакції зник на англійському кораблі, переодягнувшись англійським офіцером. Оселившись у Лондоні, став професором італійської мови та літератури у Лондонському королівському коледжі (англ. King’s College).
Він зробив коментар до «Божественної Комедії» Данте (т. I-II, 1826-1827), в якому намагався довести, що той був пройнятий антипапськими і реформаторськими тенденціями, що цілком відповідають прагненням «Молодої Італії». Критика поставилася до цієї спроби вороже, і Россетті не довів її остаточно. На захист своїх політичних поглядів він видав: «Sullo spirito antipapale» (1830). При всій різкості своїх нападок на світську владу папи, Россетті був перейнятий м'яким релігійним світоглядом, як про це свідчать його вірші: Iddio e l'uomo, salterio (1833) і L'arpa evangelica (1852).
Повні збори віршів Россетті, що витримали багато видань, випустив Джозуе Кардуччі.